# امیرنویان

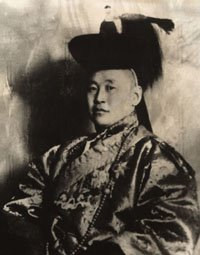
شیریندامبین نمناسورن. نخست وزیر مغولستان خودمختار از 1912 تا 1915 در دولت بوگد خان.

امیرنویان به مقامی بالاتر از امیرتومان در میان سپاهیان و نظامیان دورهٔ قاجار گفته می‌شد. درجهٔ امیرنویان بالاترین منصب نظامی در این دوره محسوب می‌شد. درجۀ امیرنویان با نام‌های سپهسالار و سردارکل نیز شناخته می‌شود.

## واژه شناسی
نویان یا تویان، عنوان مقامات آسیای مرکزی بود که برای اشاره به رهبران نظامی یا غیرنظامی از خاندان اصیل در خانات آسیای مرکزی و در خانات جغتای امپراتوری مغول بکار می رفت. در دوران معاصر، نویان به عنوان یک نام یا نام خانوادگی در آسیا و در سراسر آسیای مرکزی به معنای «ارباب»، «شاهزاده»، «حافظ»، «فرمانده کل» استفاده می‌شود.

## تاریخچه
در دورهٔ قاجار، امیرتومان و امیرنویان بالاترین رده‌های نظامی به‌شمار می‌رفتند که به ترتیب فرماندهی ده‌ها و صدها هزار نفر را برعهده داشتند.
در واپسین سال‌های پادشاهی ناصرالدین شاه در ۱۳۱۱ ه‍.ق، ایران دارای ۵ امیرنویان به قرار زیر بود:
1. نصرةالدین میرزا سالارالسلطنه
2. محمدرضا میرزا رکن‌السلطنه
3. امیرنظام گروسی
4. جهانسوز میرزا امیرنویان
5. عزیزالسلطان (ملیجک)